# Fondazioni profonde

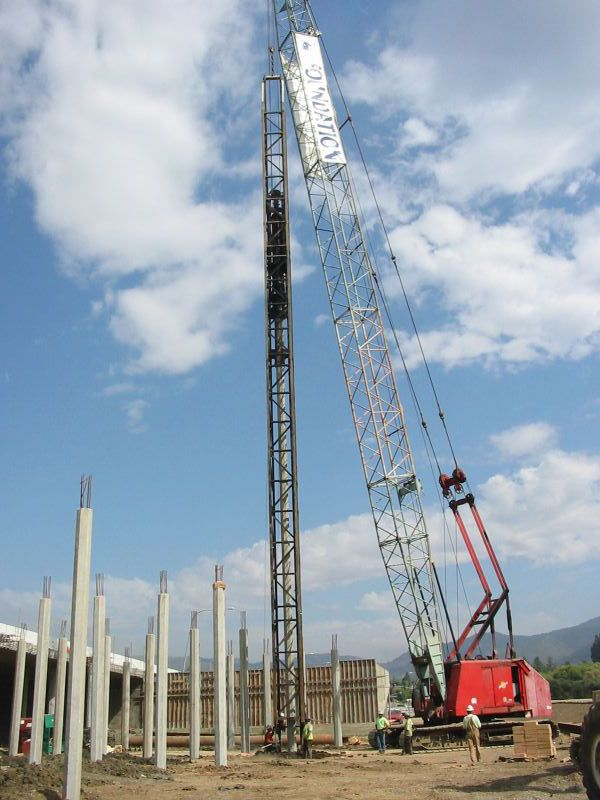
L'installazione di fondazioni profonde per la costruzione di un ponte in California

Si definiscono fondazioni profonde o fondazioni indirette, con riferimento alle opere di ingegneria civile, quella classe di fondazioni realizzate con il raggiungimento di profondità considerevoli rispetto al piano campagna.

Convenzionalmente la fondazione è identificata come profonda se il piano di posa è collocato a più di 4 volte la misura minore della dimensione di base.

Può capitare che l'entità eccessiva dei carichi, in presenza di caratteristiche meccaniche scadenti del terreno, riveli l'inadeguatezza delle fondazioni superficiali. Si ricorre, in tal caso, a fondazioni profonde, opere senz'altro più costose e complesse, per la tecnologia utilizzata, che richiedono più competenza del personale impiegato, sia nella progettazione che nella realizzazione.
La fondazione può fornire la portanza richiesta in tre modi:
- portanza di base: la fondazione, raggiungendo la profondità voluta, si attesta su uno strato di terreno di elevata capacità portante;
- portanza laterale: la fondazione sfrutta l'attrito della sua superficie laterale con il terreno, per raggiungere il grado di portanza richiesto dal progetto;
- portanza di base sommata a portanza laterale: la fondazione sfrutta al massimo la portanza dello strato più profondo ed anche l'attrito laterale con il terreno.

Le tipologie di fondazioni profonde sono essenzialmente:
- palo di fondazione
- micropalo
- fondazione ciclopica

Questo genere di fondazioni è usato piuttosto spesso in caso di costruzioni in forte pendio, in presenza di zone di scarsa portanza, in zona sismica, in presenza di strutture molto elevate, come nel caso del grattacielo.